# WhiteFlame
WhiteFlame（ホワイトフレイム）は、音楽プロデューサーのsyanaによる日本の同人音楽サークル。syanaは黒うさPとも呼ばれる。

## 略歴
2004年に結成。音楽制作のほか、ノベルゲーム制作なども行っている。2008年からは動画投稿サイトニコニコ動画にて初音ミク、巡音ルカ、KAITOなどのVOCALOIDシステムを使用した音声合成ソフトを用いた楽曲の発表も行っている。その中でも特にKAITOと初音ミクを用いて2008年に投稿した「カンタレラ」については数多くの関連動画が投稿された。2011年9月17日にニコニコ動画に投稿された「千本桜」は、2012年にレコチョクが実施したユーザー投票による「好きなボカロ曲ランキング」で一位に選ばれた。千本桜は、まらしぃのピアノカバーがトヨタ自動車「AQUA」のCMソングとして採用されたほか、和楽器バンド、小林幸子など多くのアーティストによってカバーされた。
2023年現在、2018年11月に「星の光が届くまで」を発表したのを最後に、すべての発信を停止している。その理由について音楽ナタリーのインタビューに対し、未発表曲が溜まっている状況だが、裏方仕事に多く取り組んでいる状況と回答している。

## 商業作品

### アルバム
- 『君のいる景色』（ティー ワイ エンタテインメント、2009年9月2日発売）
  - WhiteFlame presents feat. 巡音ルカ名義で発売。巡音ルカをメインにVOCALOIDを起用したDisc1、霜月はるか、nayutaなどの歌い手を起用したDisc2の二枚組。ジャケットイラストは一葉モカが担当。

| 全作曲: WhiteFlame。 |                                  |            |            |                    |      |
| #                    | タイトル                         | 作詞       | 作曲・編曲 | 歌唱               | 時間 |
| 1.                   | 「紅一葉」                       | WhiteFlame | WhiteFlame | 巡音ルカ           | 4:20 |
| 2.                   | 「最後の女王」                   | WhiteFlame | WhiteFlame | 巡音ルカ           | 3:16 |
| 3.                   | 「螺旋迷宮～Spiral labyrinth～」 | WhiteFlame | WhiteFlame | 初音ミク           | 3:37 |
| 4.                   | 「東京バベル」                   | 葉月ゆら   | WhiteFlame | 巡音ルカ           | 3:35 |
| 5.                   | 「カンタレラ」                   | WhiteFlame | WhiteFlame | KAITO＆初音ミク    | 2:59 |
| 6.                   | 「Love*3」                       | WhiteFlame | WhiteFlame | KAITO              | 4:23 |
| 7.                   | 「白雪～sirayuki～」             | WhiteFlame | WhiteFlame | 初音ミク           | 4:43 |
| 8.                   | 「虹色蝶々」                     | WhiteFlame | WhiteFlame | 初音ミク           | 4:25 |
| 9.                   | 「cyclone」                      | WhiteFlame | WhiteFlame | 初音ミク           | 3:37 |
| 10.                  | 「水槽」                         | ヤマイ     | WhiteFlame | 巡音ルカ           | 4:32 |
| 11.                  | 「はなむけ」                     | WhiteFlame | WhiteFlame | 巡音ルカ           | 3:34 |
| 12.                  | 「君のいる景色」                 | WhiteFlame | WhiteFlame | 巡音ルカ＆初音ミク | 4:56 |
| 13.                  | 「ずっと、ずっと・・・」         | WhiteFlame | WhiteFlame |                    | 3:28 |
| 合計時間:            | 合計時間:                        | 合計時間:  | 合計時間:  | 51:41              |      |

| 全作曲: WhiteFlame。 |                                  |            |            |              |      |
| #                    | タイトル                         | 作詞       | 作曲・編曲 | 歌唱         | 時間 |
| 1.                   | 「紅一葉」                       | WhiteFlame | WhiteFlame | 霜月はるか   | 4:12 |
| 2.                   | 「最後の女王」                   | WhiteFlame | WhiteFlame | 葉月ゆら     | 3:10 |
| 3.                   | 「螺旋迷宮～Spiral labyrinth～」 | WhiteFlame | WhiteFlame | めらみぽっぷ | 3:37 |
| 4.                   | 「東京バベル」                   | 葉月ゆら   | WhiteFlame | 葉月ゆら     | 3:36 |
| 5.                   | 「カンタレラ」                   | WhiteFlame | WhiteFlame | ゴム         | 2:59 |
| 6.                   | 「Love*3」                       | WhiteFlame | WhiteFlame | ゴム         | 4:22 |
| 7.                   | 「白雪～sirayuki～」             | WhiteFlame | WhiteFlame | うさ         | 4:46 |
| 8.                   | 「虹色蝶々」                     | WhiteFlame | WhiteFlame | セリユ       | 4:25 |
| 9.                   | 「cyclone」                      | WhiteFlame | WhiteFlame | めらみぽっぷ | 3:37 |
| 10.                  | 「はなむけ」                     | WhiteFlame | WhiteFlame | ヤマイ       | 3:34 |
| 11.                  | 「君のいる景色」                 | WhiteFlame | WhiteFlame | nayuta       | 4:52 |
| 合計時間:            | 合計時間:                        | 合計時間:  | 合計時間:  | 42:54        |      |

- 『月と星の虚構空間』（HPQ、2013年1月9日発売）
  - 動画サイトで人気の女性歌い手96猫をボーカルに迎えた[6]。「流れ星」はテレビ東京系アニメ「探検ドリランド」のエンディングテーマ、「下弦の月」はテレビ朝日系「musicるTV」の1月度エンディングテーマに起用されている。

| 全作曲: 黒うさ。 |                                      |              |            |
| #                | タイトル                             | 作詞         | 作曲・編曲 |
| 1.               | 「流れ星」                           | 黒うさ       | 黒うさ     |
| 2.               | 「SritTheWrist」                     | めらみぽっぷ | 黒うさ     |
| 3.               | 「サヨナラ」                         | 黒うさ       | 黒うさ     |
| 4.               | 「Find out」                         | 黒うさ       | 黒うさ     |
| 5.               | 「三日月姫」                         | 黒うさ       | 黒うさ     |
| 6.               | 「下弦の月」                         | 黒うさ       | 黒うさ     |
| 7.               | 「カンタレラ ～WhiteFlame×斎藤ネコ」 | 黒うさ       | 黒うさ     |

- 『5th ANNIVERSARY BEST』（HPQ、2013年3月6日発売）
  - 黒うさPの活動5周年を記念したベストアルバム[7]。黒うさP feat.初音ミク名義で発売。
  - なお、「千本桜」はピアノバージョンがトヨタ・アクアのCM曲として使われている。

| 全作詞・作曲: 黒うさ。 |                                 |           |            |                                                           |      |
| #                      | タイトル                        | 作詞      | 作曲・編曲 | アーティスト                                              | 時間 |
| 1.                     | 「千本桜」                      | 黒うさ    | 黒うさ     | 黒うさP feat.初音ミク                                     | 4:06 |
| 2.                     | 「Cyclone」                     | 黒うさ    | 黒うさ     | 黒うさP feat.初音ミク                                     | 3:58 |
| 3.                     | 「キズアト」                    | 黒うさ    | 黒うさ     | 黒うさP feat.初音ミク                                     | 2:59 |
| 4.                     | 「リスキーゲーム」              | 黒うさ    | 黒うさ     | 黒うさP feat.初音ミク                                     | 3:30 |
| 5.                     | 「恋愛フィロソフィア」          | 黒うさ    | 黒うさ     | 黒うさP feat.初音ミク                                     | 3:40 |
| 6.                     | 「それって嘘でしょ？」          | 黒うさ    | 黒うさ     | 黒うさP feat.初音ミク                                     | 3:14 |
| 7.                     | 「紅一葉」                      | 黒うさ    | 黒うさ     | 黒うさP feat.初音ミク                                     | 4:11 |
| 8.                     | 「虹色蝶々」                    | 黒うさ    | 黒うさ     | 黒うさP feat.初音ミク                                     | 4:24 |
| 9.                     | 「三日月姫」                    | 黒うさ    | 黒うさ     | 黒うさP feat.鏡音リン・レン                               | 3:22 |
| 10.                    | 「最後の女王」                  | 黒うさ    | 黒うさ     | 黒うさP feat.巡音ルカ                                     | 3:15 |
| 11.                    | 「ACUTE」                       | 黒うさ    | 黒うさ     | 黒うさP feat.初音ミク×巡音ルカ×KAITO                      | 4:38 |
| 12.                    | 「ReAct」                       | 黒うさ    | 黒うさ     | 黒うさP feat.初音ミク×鏡音リン・レン                      | 4:47 |
| 13.                    | 「カンタレラ～grace edition～」 | 黒うさ    | 黒うさ     | 黒うさP feat.KAITO V3                                     | 2:59 |
| 14.                    | 「上弦の月」                    | 黒うさ    | 黒うさ     | 黒うさP feat.KAITO V3                                     | 3:38 |
| 15.                    | 「2525遊園地」                  | 黒うさ    | 黒うさ     | 黒うさP feat.初音ミク                                     | 4:27 |
| 16.                    | 「シャララ」                    | 黒うさ    | 黒うさ     | 黒うさP feat.初音ミク                                     | 4:01 |
| 17.                    | 「千本桜」(BONUS TRACK)         | 黒うさ    | 黒うさ     | 黒うさP feat.初音ミク×鏡音リン・レン×巡音ルカ×KAITO×MEIKO | 4:05 |
| 合計時間:              | 合計時間:                       | 合計時間: | 65:30      |                                                           |      |

### 楽曲提供・参加作品
- EXIT TUNESから発売された作品の販売は全てポニーキャニオンによる。

#### CD
- 『EXIT TUNES PRESENTS Vocalostar feat.初音ミク』（EXIT TUNES、2009年6月17日発売）
  - EXIT TUNESボカロコンピシリーズの2作目。黒うさ feat.KAITO,初音ミク名義で「カンタレラ」を提供。
- 『ニコニコオムニバスツアー ～歌ってみた全国ツアー～』（ビクターエンタテインメント、2010年3月31日発売）
  - ニコニコ動画で人気の歌い手によるコンピレーション・アルバム。「カンタレラ」を提供。歌い手はプリコ。
- 『初音ミク -Project DIVA- 2nd NONSTOP MIX COLLECTION』（ソニー・ミュージックダイレクト、2010年7月28日発売）
  - PlayStation Portable用ゲームソフト『初音ミク -Project DIVA- 2nd』の公式コンピレーションアルバム。ゲームに提供した「カンタレラ」のリミックスを収録。
- 『Dearest』（ドワンゴ・ミュージックエンタテインメント、2010年9月8日発売）
  - clearのアルバム。「カンタレラ」を提供。
- 『VOCALO LOVERS feat.初音ミク』（ドリーミュージック、2011年3月2日発売） 
  - VOCALOIDを用いた恋愛をテーマにした曲を収録したコンピレーション・アルバム。「ずっと、ずっと・・・」、「紅一葉」を提供。
- 『LINK / RING』（avex trax、2011年3月9日発売）
  - うさのアルバム。「最後の女王」を提供。
- 『Digital Trax presents VOCALO★POPS BEST feat. 初音ミク』（avex trax、2011年3月9日発売）
  - VOCALOIDを用いたポップスを集めたベストアルバム。「カンタレラ」を提供。
- 『戦国BAND 伊達政宗編』（フロンティアワークス、2011年4月27日発売）
  - 戦国武将をイメージした楽曲を収録したアルバム。「戦国遊戯」の作詞作曲を担当。
- 『EXIT TUNES PRESENTS イケメンボイスパラダイス 3』（EXIT TUNES、2011年6月15日発売） 
  - ネット上で人気の歌い手たちによる楽曲を収録したコンピレーション・アルバム。「リスキーゲーム」を提供。歌い手はnero。
- 『VOCALOID BEST from ニコニコ動画 (あか)』（ソニー･ミュージックダイレクト、2011年6月22日発売）
  - ニコニコ動画でVOCALOIDを用いて発表された曲を集めたベストアルバム。「カンタレラ」を提供。
- 『EXIT TUNES PRESENTS Vocalonation feat.初音ミク』（EXIT TUNES、2011年7月6日発売）
  - EXIT TUNESボカロコンピシリーズの7作目。黒うさP feat.初音ミク名義で「リスキーゲーム」を提供。
- 『ボーカロイド ラボラトリー』（ユニバーサルミュージック、2011年7月27日発売）
  - VOCALOID楽曲のカバーを収録したコンピレーション・アルバム。「リスキーゲーム」を提供。
- 「キミリフレクション」（ティームエンタテインメント、2011年8月31日発売） 
  - PointFive(.5)のシングル。「リスキーゲーム」を提供。
- 『Lobelia Whip』（dmARTS、2011年9月14日発売） 
  - ヤマイのアルバム。「紅一葉」を提供。
- 『EXIT TUNES PRESENTS Supernova 6』（EXIT TUNES、2011年9月21日発売）
  - ネットで人気のミュージシャンの楽曲を収録したコンピレーション・アルバム。「それって嘘でしょ?」を提供。
- 『EXIT TUNES PRESENTS Vocalocluster feat.初音ミク』（EXIT TUNES、2011年10月21日発売）
  - EXIT TUNESボカロコンピシリーズの8作目。「ACUTE」、「ReAct」を提供。
- 『ドウシンエン』（ティームエンタテインメント、2011年10月21日発売） 
  - PointFive(.5)のアルバム。「リスキーゲーム」を提供。
- 『戦国BAND 真田幸村編』（フロンティアワークス、2011年10月26日発売） 
  - 戦国武将をイメージした楽曲を収録したアルバム。「刹那に咲く華の様に」の作詞作曲を担当。
- 『EXIT TUNES PRESENTS ぐ 〜そんなふいんきで歌ってみた〜』（EXIT TUNES、2011年12月28日発売） 
  - ぐるたみんのアルバム。「千本桜」を提供。
- 『VOCALO APPEND feat.初音ミク』（FARM RECORDS、2012年1月11日発売） 
  - 初音ミク APPENDなどの追加ライブラリを用いた曲を集めたコンピレーション・アルバム。「紅一葉-初音ミクAppend ver-」を提供。
- 『EXIT TUNES PRESENTS Vocalodream feat.初音ミク』（EXIT TUNES、2012年1月18日発売） 
  - EXIT TUNESボカロコンピシリーズの9作目。「千本桜」「紅一葉」を提供。
- 『VOCALO TEARS feat. 初音ミク』（FULL MOON、2012年1月18日発売） 
  - 初音ミクを用いた泣き系の楽曲を収録したコンピレーション・アルバム。「紅一葉」を提供。
- 『YES』（dmARTS、2012年2月22日発売）
  - vip店長のアルバム。リスキーゲームを提供。
- 『V love 25〜Brave Heart〜』（BinaryMixx Records、2012年3月14日発売）
  - VOCALOIDを用いた楽曲を収録したコンピレーション・アルバム。「千本桜」を提供。
- 『実谷ななゴールデンベスト-ボカロ曲を歌ってみた-』（avex trax、2012年3月21日発売）
  - 実谷ななのアルバム。「千本桜」、「ACUTE」、「桜ひとひら」を提供。
- 『花楽里漫葉集 feat.初音ミク』（エイベックス・マーケティング、2012年4月25日発売）
  - VOCALOIDを用いた和風の楽曲を収録したコンピレーション・アルバム。「紅一葉」、「千本桜」のアレンジを収録。
- 『TwinTail・TwinGuiter』（Royal Records、2012年5月9日発売） 
  - 海賊王×[TEST]によるアレンジカバーアルバム。「千本桜」を提供。
- 『ELECTLOID feat.初音ミク』（FARM RECORDS、2012年6月6日発売） 
  - VOCALOIDを用いたエレクトロを収録したコンピレーション・アルバム。「千本桜」、「カンタレラ」を提供。
- 『初音ミク 5thバースデー ベスト〜impacts〜』（ドワンゴ・ミュージックエンタテインメント、2012年8月1日発売） 
  - 初音ミク発売5周年を記念したベストアルバム。「千本桜」を提供。
- 『memoReal』（dmARTS、2012年8月1日発売）
  - 96猫のアルバム。「恋愛フィロソフィア」を提供。
- 『ALL THAT 千本桜』（dmARTS、2012年9月12日発売）
  - 様々な作家による「千本桜」のアレンジを収録したコンピレーション・アルバム。
- 『V love 25〜Desire〜』（BinaryMixx Records、2012年9月19日発売）
  - VOCALOIDを用いた楽曲を収録したコンピレーション・アルバム。「恋愛フィロソフィア」を提供。
- 『BabyPod 〜VocaloidP × 歌い手 collaboration collection〜』（日本クラウン、2012年9月26日発売）
  - VOCALOIDを用いた楽曲のカバーを収録したコンピレーション・アルバム。「千本桜」を提供。
- 『ボカロ超ミックス39 feat. 初音ミク』（EMIミュージック・ジャパン、2012年9月26日発売）
  - VOCALOIDを用いた楽曲をノンストップ・ミックスしたコンピレーション・アルバム。「千本桜」、「ACUTE」、「カンタレラ」を提供。
- 『Princess for Princess』（FARM RECORDS、2012年10月3日発売） 
  - ネット上で人気の女性の歌い手たちが「イケメンボイス」で歌った楽曲を収録したコンピレーション・アルバム。「恋愛フィロソフィア」を提供。歌い手は96猫、ひと里、鳥子。
- 「えれにゃん」（ワーナーミュージック・ジャパン、2012年10月3日発売）
  - 小野恵令奈のシングル。「千本桜」を提供。
- 『有形世界リコンストラクション』（ポニーキャニオン、2012年10月17日発売）
  - 有形ランペイジのアルバム。「千本桜」を提供。
- 『V-box』（dmARTS、2012年10月31日発売） 
  - まらしぃのピアノアルバム。「千本桜」を提供。
- 『みんなみくみくにしてあげる♪～Heartsnative2～』（ジェネオン・ユニバーサル、2012年10月31日発売） 
  - MOSAIC.TUNE&鶴田加茂 feat.初音ミクのアルバム。「千本桜」を提供。
- 『和楽花道中　杵家七三社中 傑作撰〜ボカロ曲を演奏して戴いた〜』（HPQ、2012年11月21日発売） 
  - 杵家七三社中の和楽器にるVOCALOID曲のカバーを収録したアルバム。「紅一葉」、「千本桜」を提供。
- 『POP★sTAR the VOCALOID』（VOCALOID RECORDS、2012年12月19日発売）  
  - VOCALOIDを用いたポップスを収録したコンピレーション・アルバム。「虹色蝶々」を提供。
- 『らむだーじゃん』（ポニーキャニオン、2013年2月6日発売） 
  - らむだーじゃんのアルバム。「千本桜」を提供。
- 『トーキョープレジャーグラウンド』（EXIT TUNES、2013年2月20日発売） 
  - 灯油のアルバム。「恋愛フィロソフィア」を提供。
- 『ヒトコエ-42701340-』（キューンミュージック、2013年2月20日発売） 
  - ピコのアルバム。「千本桜」を提供。
- 『『初音ミク -Project DIVA- F Complete Collection』（ソニー・ミュージックダイレクト、2013年3月6日発売） 
  - ゲームソフト『初音ミク -Project DIVA- F』の公式コンピレーションアルバム。ゲームに提供した「ACUTE」、「千本桜」を収録。
- 『EXIT TUNES ACADEMY BEST』（EXIT TUNES、2013年2月20日発売） 
  - EXIT TUNESのイベントEXIT TUNES ACADEMY“ETA”の参加者の曲を収録したコンピレーションアルバム。「千本桜」を提供。 歌い手はぐるたみん。
- 『ERENA』（ワーナーミュージック・ジャパン、2013年6月19日発売）
  - 小野恵令奈のアルバム。『えれにゃん』より「千本桜」を収録。
- 『シロツメクサ』（ユニバーサルシグマ、2017年2月22日発売）
  - イケメン女子グループ「THE HOOPERS」のシングル。黒うさP名義で表題曲『シロツメクサ』の作詞作曲を担当。また、カップリング曲で「千本桜」を提供。

#### その他
- 『もっとおかわり、リン・レン ルカ』（セガ、2010年7月1日発売） 
  - PlayStation Portable用ゲームソフト『初音ミク -Project DIVA-』の追加ダウンロードコンテンツ。ゲーム内に使用される曲として「紅一葉」を提供。
- 『初音ミク -Project DIVA- 2nd』（セガ、2010年7月29日発売）
  - 『初音ミク -Project DIVA-』の第2弾、ゲーム内に使用される楽曲として「カンタレラ」を提供。
- 『Re（アールイー）：バカは世界を救えるか？ ドラマCD』（ティー ワイ エンタテインメント、2010年12月15日発売）
  - 『Re:バカは世界を救えるか?』のドラマCD。付属DVD収録の主題歌「愛の唄」の作詞作曲を担当。販促用ノベルゲームも制作。
- ミュージカル『カンタレラ』（ドワンゴ） 
  - 2011年8月3日から8月7日に、ニコニコミュージカルによって公演された、楽曲「カンタレラ」を原作としたミュージカル。2011年10月26日にライブCDが発売された。
- 『Vocalo Vision feat.初音ミク』（ポニーキャニオン、2011年12月21日発売）
  - VOCALOID関連作品のPV集。三重の人による「リスキーゲーム」のPVを収録。
- 『初音ミク -Project DIVA- f』（セガ、2012年8月30日発売）
  - ゲーム内でプレイできる楽曲として「ACUTE」を提供。
- 『創造Endless』（ジェネオン・ユニバーサル、2012年11月28日発売）
  - 三重の人によるVOCALOID関連作品のPV集。「ACUTE」、「恋愛フィロソフィア」、「リスキーゲーム」、「千本桜」のPVを収録。
- 『初音ミク -Project DIVA- F』（セガ、2013年3月7日発売）
  - ゲーム内でプレイできる楽曲として「ACUTE」、「千本桜」を提供。
- 『アクア』（トヨタ自動車）
  - CMソングとして「千本桜」を提供。演奏はまらしぃによるもの。

## 書籍
- 『Kurousa Works feat.初音ミク -黒うさP作品集-』（アスキー・メディアワークス、2012年7月20日発売、ISBN 978-4048866910）
  - 黒うさPの作品が描かれた設定集。DVDにはPV7曲を収録している。